# 大和一朗
大和 一朗（大和 イチロウ、やまと いちろう、1968年 - ）は、日本の食文化研究家、元鍼灸師。現在はインスタントラーメン専門店「やかん亭グループ」代表取締役を務める。

## 経歴
広島県尾道市因島生まれ、大阪府寝屋川市出身。大阪府立枚方高等学校、帝京大学卒。
2008年、インスタントラーメン専門店「さくら大阪」開店。（現在は移転し「やかん亭さくら日本橋総本店」となっている）。
2014年、「マヨらーめん」監修。2019年、「偏愛的インスタントラーメン図鑑」（世界文化社）執筆。
2020年、フジテレビ系列「超逆境クイズバトル!! 99人の壁」突破。
2022年、サンヨー食品「大和イチロウおすすめ！　鳥中華どんぶり　和風そばつゆ味」「大和イチロウおすすめ！　赤龍ラーメンどんぶり　辛子みそ味」「マヨらーめん　とんこつマヨネーズ味　カップ麺」監修。

## 人物
- インスタントラーメン専門店「やかん亭グループ」代表取締役。
- 両親が共働きだったため、幼少期からインスタントラーメン中心の生活だった。
- 18歳の時に交通事故で記憶喪失となったのがインスタントラーメンにハマるきっかけとなる[5]。
- 一日一麺を30年以上実践し、現在では全国7500種類以上[6]さらに1万6000食以上を食べたインスタントラーメン専門家[5][7]。

## エピソード
- 高校生の時バイク通学中に交通事故に遭う。2週間意識不明の重体となり、意識を取り戻すも自分の名前も思い出せない程の記憶喪失となっていた。両親が医師の勧めで好物だったインスタントラーメンを食べさせたところ、記憶を徐々に取り戻す。それをきっかけに1日5食インスタントラーメンを食べ続け記憶を完全に取り戻した[8]。
- 実食し気に入ったものは直接製造者の元へ行き卸してもらっていたが、生めんを乾燥させてつくる「乾麺」を製造している業者からは「インスタントラーメン（即席麺）ではない。そう呼ばないでくれ」と断られ、何度も説得に足を運び交渉に1年掛ったことがある[9]。
- 大阪土産のマヨおかきを販売する会社[10]の社長から「マヨネーズのラーメンってあんの？」と聞かれたことから「じゃあ、作りましょうか」となり制作されたのが世界初のマヨネーズ味のラーメン「マヨらーめん」である。主成分が油であるマヨネーズはラーメンに入れると分離してしまうことやオリジナルのマヨネーズ風味の粉末の開発など、苦難を極めた末に101杯目にしてようやく完成した。このマヨラーメンは朝日放送テレビ「松本家の休日」にてダウンタウンの松本人志やTBSテレビ「マツコの知らない世界」でマツコ・デラックスが絶賛した[9][11]。

## 出演
2012年
- 池袋サンシャインシティ「ペンギンラーメン発売イベント」

2014年
- TBSテレビ「松本家の休日」

2017年
- 朝日放送テレビ「きよし・黒田の今日もへぇーほぉー」
- NHK「ごごナマ」

2018年
- フジテレビ「KinKi Kidsのブンブブーン」
- フジテレビ「新説！所JAPAN」

2019年
- NHK「あさイチ」
- 毎日放送「痛快！明石家電視台」

2020年
- TBSテレビ「マツコの知らない世界」〝インスタント袋麺の世界〟
- FMラジオ日本放送「垣花正　あなたとハッピー！」
- テレビ愛知「デラメチャ気になる」
- フジテレビ「99人の壁」

2021年
- 中京テレビ「前略、大とくさん」
- TBSテレビ「王様のブランチ」
- TBSテレビ「マツコの知らない世界」〝汁なし袋麺の世界〟
- 朝日放送テレビ「キャスト」
- 朝日放送テレビ「激レアさんを連れてきた」
- 毎日放送「教えてもらう前と後」

2022年
- 名古屋テレビ放送「ドデスカ！」
- フジテレビ「ネプリーグ」
- フジテレビ「ポップUP！」
- TBSテレビ「王様のブランチ」
- 日本テレビ「我がMAX」
- 日清食品主催「チキンとハラミおいしいフェス！」
- JFNラジオ「AuDee CONNECT」
- 東洋水産YouTube Live「第1回ZUBAAAN！サミット」
- TBSラジオ「鈴木聖奈LIFELAB」
- RCC「イマナマ」
- テレビ東京「あの会社の歴代商品ぜんぶ見せます！」